# Pteromys momonga
Pteromys momonga är en däggdjursart som beskrevs av Coenraad Jacob Temminck 1844. Pteromys momonga ingår i släktet Pteromys och familjen ekorrar. IUCN kategoriserar arten globalt som livskraftig. Inga underarter finns listade i Catalogue of Life.

## Utseende
Med en kroppslängd (huvud och bål) av 12 till 23 cm och en svanslängd av 11 till 13 cm är denna flygekorre lika stor som den andra arten i släktet, Pteromys volans, som bara heter flygekorre på svenska. På ovansidan har pälsen en silvergrå till brungrå färg och undersidan är ljusbrun till vitaktig. Liksom hos andra flygekorrar finns en flygmembran för att glida genom luften.

## Utbredning och habitat
Pteromys momonga förekommer i Japan men den saknas på Hokkaido och på några mindre japanska öar. Habitatet utgörs främst av tempererade städsegröna skogar som ofta ligger i bergstrakter.

## Ekologi
Individerna bygger bon av bark, mossa och lav som placeras i trädens håligheter eller i fågelholkar. De vilar på dagen och är aktiva på natten. Utanför parningstiden kan flera individer av samman kön klättra i samma träd. De äter nötter, frön från barrträd, bark, unga växtskott, blommor, frukter och kanske insekter.
Under våren lever en hane och en hona i samma bo. Ungarna föds i maj eller juni. Vid bra mattillgång kan det finnas en andra kull under sommaren. Dräktigheten varar cirka fyra veckor och sedan föds upp till 5 ungar, oftast 2 eller 3. Ungarna diar sin mor ungefär 6 veckor. Sedan lämnar de boet för sina första utflykter.